# Wiesen-Stäubling
Der Wiesen-Stäubling oder Wiesenstaubbecher (Lycoperdon pratense, Syn. Vascellum pratense) ist eine Pilzart aus der Familie der Champignonverwandten (Agaricaceae). Seine umgekehrt birnenförmigen Fruchtkörper sind mit vergänglichen, mehrteiligen Stacheln besetzt. Nur junge, vollständig weißfleischige Exemplare sind essbar. Bei Reife sackt das Kopfteil ein und reißt am Scheitel auf. Im Inneren befindet sich dann braunes Sporenpulver. Typisch ist zudem ein Trennhäutchen zwischen Kopf- und Stielteil. Der Wiesen-Stäubling besiedelt Wiesen, Weiden, Rasenflächen und kommt nur selten in lichten Wäldern vor. Die häufige Art ist in Mitteleuropa weit verbreitet. Lange Zeit wurde der Pilz der Gattung Vascellum zugeordnet, doch phylogenetische Studien belegen eine nahe Verwandtschaft mit anderen Stäublingsarten.

## Merkmale

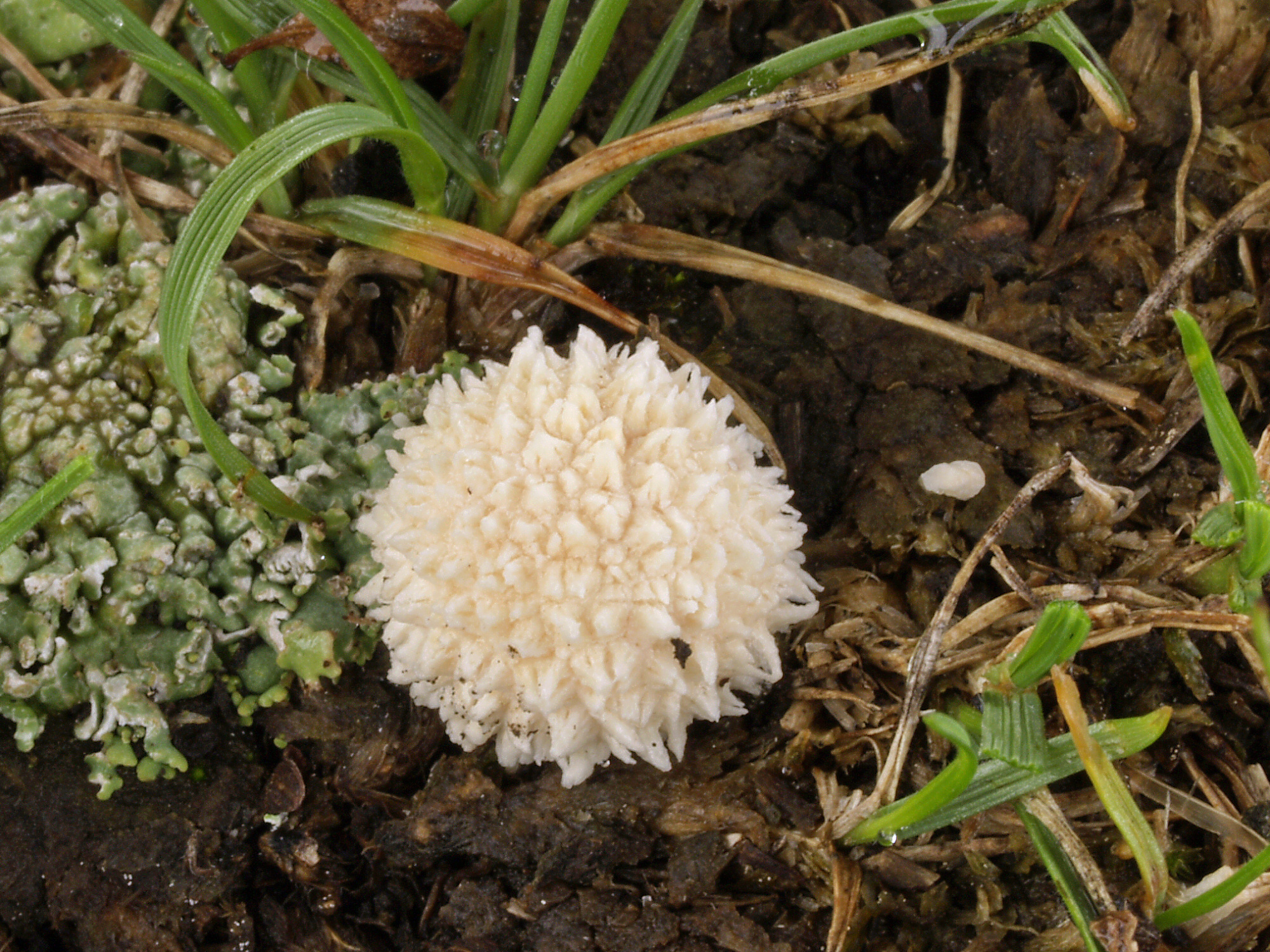
Ein kleiner, junger Fruchtkörper des Wiesen-Stäublings

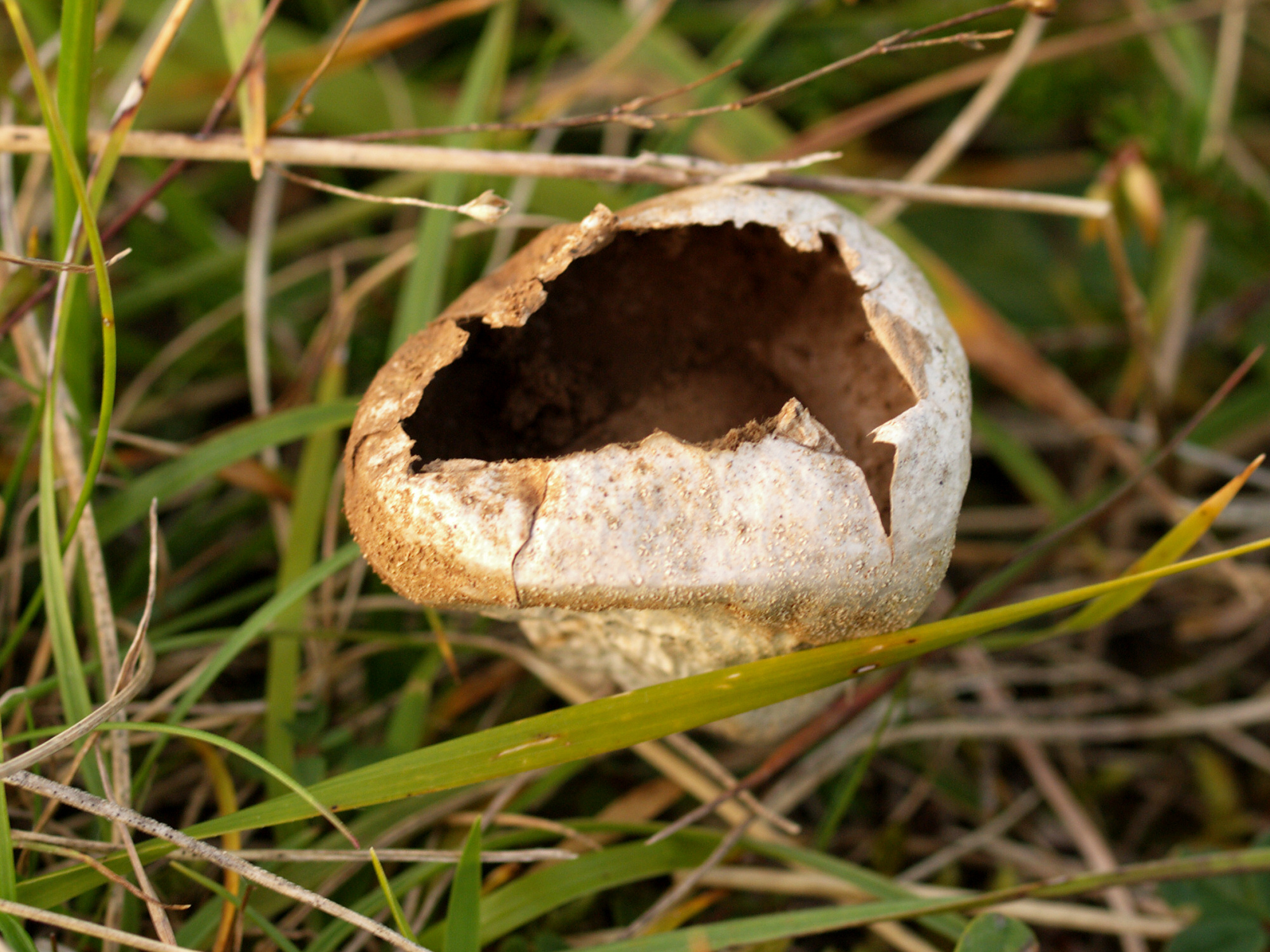
Dieses ältere Exemplar des Wiesen-Stäublings ist in typischer Weise oben weit aufgerissen und zeigt im Inneren das braune Sporenpulver.

### Makroskopische Merkmale
Die Gestalt (Habitus) des Fruchtkörpers ähnelt einer auf dem Kopf stehenden Birne oder einem Kreisel. Das ungefähr 1,5–6 cm breite Gebilde hat zunächst eine cremeweißliche bis cremegelbliche und im Alter eine bräunliche Farbe. Die Außenhülle (Peridie) ist mit 0,5–1 mm langen Stacheln besetzt, die aus mehreren Elementen bestehen und beim Abfallen kein Muster hinterlassen. Dazwischen befinden sich feine, kleiige Partikel. Der sporenproduzierende Kopfteil (Gleba) des Fruchtkörpers ist durch ein pergamentartiges, etwa 0,5 mm dickes Häutchen (Diaphragma) vom sterilen Stielteil (Subgleba) getrennt. Mit zunehmender Sporenreife fällt der Fruchtkörper in der Mitte ein und erscheint dadurch niedergedrückt. Als Nächstes entsteht am Scheitel eine kleine, bald weiter aufreißende Öffnung, die zuletzt fast die ganze Breite des Fruchtkörpers durchmisst. Im Inneren befindet sich braunes Sporenpulver. Das Fleisch (Trama) riecht und schmeckt unspezifisch.

### Mikroskopische Merkmale
Der bei Reife einfallende Sporenbehälter resultiert aus dem spärlich entwickelten System aus dickwandigen, stützenden Pilzfäden (Capillitiumfasern) im Inneren. Dafür kommen reichlich dünnwandige und kaum oder nicht verzweigte Pilzfäden (Hyphen) vor. Sie sind 3–8 µm dick und durchsichtig (hyalin) bis gelblich gefärbt. Die kugeligen, dünnwandigen und feinwarzig ornamentierten Sporen messen 3–4,5 µm im Durchmesser. Die Verbindungen (Sterigmen) zu den Ständern (Basidien), an denen die Sporen heranwachsen, brechen bei Reife ab und hinterlassen an den Verbreitungseinheiten keine oder nur kurze Reste.

## Artabgrenzung
Andere Stäublingsarten können ähnlich aussehen, haben aber bei Sporenreife kein so stark einfallendes Kopfteil und kein Häutchen zwischen Kopf- und Stielteil.

## Ökologie und Phänologie
Der Wiesen-Stäubling wächst an grasigen Standorten wie Magerwiesen, Trockenrasen, Viehweiden, Garten- und Parkrasen sowie Grünstreifen an Straßen und Wegen. Selten kommt er auch in lichten Fichten- und Kiefernwäldern vor. Er besiedelt sowohl mageren bis stickstoffarmen als auch mäßig stickstoffreichen bis stickstoffreichen Untergrund. Der Pilz kann auf frischen bis trockenen Böden aus Sand, Lehm und Kalkgestein, ebenso wie Pararendzinen gefunden werden. Die Art kommt vom Flachland bis ins Gebirge vor.
Die Fruchtkörper erscheinen manchmal schon im Frühjahr, aber überwiegend von Juli bis September. Die Reste überdauern bis zum nächsten Frühjahr.

## Bedeutung
Junge Exemplare, deren Fleisch noch weiß gefärbt ist, sind essbar.